# 16世紀から17世紀のヴェネツィアの防衛施設群:スタート・ダ・テッラと西スタート・ダ・マール
16世紀から17世紀のヴェネツィアの防衛施設群:スタート・ダ・テッラと西スタート・ダ・マール（16せいきから17せいきのヴェネツィアのぼうえいしせつぐん:スタート・ダ・テッラとにしスタート・ダ・マール）は、16世紀から17世紀にかけてヴェネツィア共和国領内に築かれた防衛施設群からなる世界遺産である（ID1533）。

## 概要
3カ国、6箇所の防衛施設はヴェネツィア共和国の陸と海の防衛を果たすために、北はイタリアのロンバルディア地方から南は東部アドリア海沿岸に1000kmに渡って点在している。陸の要塞は北西から来るヨーロッパ諸国から陸の領域（スタート・ダ・テッラ）を、海の要塞はアドリア海からレヴァント地方までの交易路と港（スタート・ダ・マール）を防衛する役目を果たした。防衛施設群はヴェネツィア共和国（通称Serenissima）の拡張と権威を保障し、火薬の登場による軍事技術と要塞設計に大変革をもたらしたことで、広くヨーロッパの要塞建築の模範となったことでも知られる。登録物件は以下の通り。
| 名称                                    | 所在                                                     | 画像 |
| --------------------------------------- | -------------------------------------------------------- | ---- |
| ベルガモの要塞都市                      | イタリアロンバルディア州ベルガモ                         |      |
| Fortified city of Bergamo               | イタリアロンバルディア州ベルガモ                         |      |
| ペスキエーラ・デル・ガルダの要塞都市    | イタリアヴェネト州ペスキエーラ・デル・ガルダ             |      |
| Fortified city of Peschiera del Garda   | イタリアヴェネト州ペスキエーラ・デル・ガルダ             |      |
| パルマノーヴァの都市要塞                | イタリアフリウリ・ヴェネツィア・ジュリア州パルマノーヴァ |      |
| City Fortress of Palmanova              | イタリアフリウリ・ヴェネツィア・ジュリア州パルマノーヴァ |      |
| ザダルの防衛システム                    | クロアチアザダル郡ザダル                                 |      |
| Defensive System of Zadar               | クロアチアザダル郡ザダル                                 |      |
| シベニク＝クニン郡の聖ニコラス要塞      | クロアチアシベニク＝クニン郡シベニク                     |      |
| Fort of St. Nikola, Šibenik-Knin County | クロアチアシベニク＝クニン郡シベニク                     |      |
| コトルの要塞都市                        | モンテネグロコトル市コトル                               |      |
| Fortified city of Kotor                 | モンテネグロコトル市コトル                               |      |

## 登録基準
この世界遺産は世界遺産登録基準のうち、以下の条件を満たし、登録された（以下の基準は世界遺産センター公表の登録基準からの翻訳、引用である）。
- (3) 現存するまたは消滅した文化的伝統または文明の、唯一のまたは少なくとも稀な証拠。
  - ヴェネツィアのの防衛施設群は、星型要塞が16世紀から17世紀のヴェネツィア共和国で編み出されたことを示す物証となっている。同時にスタート・ダ・テッラとアドリア海およびヴェネツィア湾の西スタート・ダ・マールは土木･軍事・都市など多面的な要素を考慮しており、その思想が地中海からレヴァント地方にいたるまで広がっていたことを示している。

- (4) 人類の歴史上重要な時代を例証する建築様式、建築物群、技術の集積または景観の優れた例。
  - ヴェネツィアの防衛施設群は火薬の伝播に伴ってヴェネツィア共和国で生み出された星型要塞の特性を見ることができる。同時に6つの防衛施設群は技術的・戦略的可能性を追求し、近代の戦闘技法を確立するとともに要塞建築に必要な要素を獲得していったことを例示的に示すものである。